# 斯卡爾塞格里斯 (阿拉巴馬州)
斯卡爾塞格里斯（英語：Scarce Grease）是一個位於美國阿拉巴馬州萊姆斯通縣的非建制地區。該地的面積和人口皆未知。

## 地理
斯卡爾塞格里斯的座標為34°58′14″N 87°07′57″W / 34.97056°N 87.13250°W，而該地的平均海拔高度為199米（即653英尺）。